# 璧

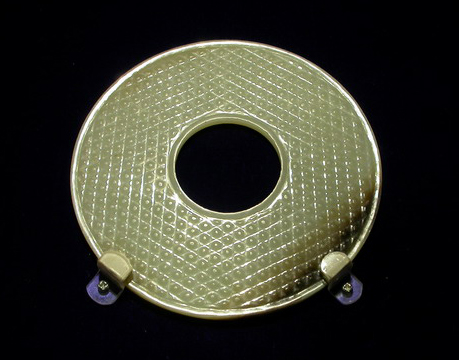
璧，汉代，出土于西汉楚王墓

璧是中国古代用于祭祀的玉质环状物，凡半径是空半径的三倍的环状玉器称为璧。《尔雅》云：“肉倍好谓之璧，好倍肉谓之瑗，肉好若一谓之环。”，所谓肉是指边，好是指孔。实际上这一比例仅仅是理想的，实际出土的玉器很少合乎这一比例。
在玉器中，璧是用于祭天的玉器，《周礼·春官·大宗伯》记载“以玉作六器，以礼天地四方：以苍璧礼天，以黄琮礼地，以青圭礼东方，以赤璋礼南方，以白琥礼西方，以玄璜礼北方”。
玉璧最早出现在新石器时代，考古发现最早的玉璧是在红山文化，良渚文化也有出土玉璧。玉璧在商周时期比较兴盛，汉代以后逐渐式微。
玉璧除了作为礼器，还是权力的象征，用作佩戴和墓葬。
玉璧的形状通常是圆形的，但也有出廓璧，即在圆形轮廓外雕有龙形或其他形状的钮。玉璧的纹路主要有蟠螭纹、蟠虺纹、勾云纹、谷纹、蒲纹、龙凤纹、兽纹等。